# Joe English (musicista)
Joe English (Rochester, 7 febbraio 1949) è un musicista e batterista statunitense.

## Carriera
Negli anni '70 ha suonato come batterista nel gruppo Wings, guidato da Paul McCartney, e nei Sea Level.
Negli anni '80 è stato attivo con un suo progetto chiamato Joe English Band.
Ha collaborato con i Kingfish nell'album Trident (1978) e con Greg X. Volz, Linda McCartney, Phil Keaggy, Johnny Sandlin e altri artisti.